# 沃尔法赫
沃尔法赫（德語：Wolfach，發音：[ˈvɔlfax] ⓘ）是德国巴登-符腾堡州弗赖堡行政区奥尔特瑙县的城市，面积67.97平方千米，2023年12月31日人口为5,712人。